# 漢紀
《漢紀》，共30卷，約18萬餘言，為中國古代的編年體史書，是中國第一部編年斷代體史書，被列為經部，故四庫不列。
作者為東漢的荀悅，漢獻帝時常苦班固的《漢書》文繁難省，於建安三年（198年）命荀悅依編年體左傳體例，刪略《漢書》改編撰寫。經過三年悉心抄撰，於建安五年（200年）成書。時人稱美此書「辭約事詳，論辨多美」，「省約易習，有便於用」（《後漢書·荀悅傳》），後人袁宏稱「才智經綸，足為佳史」（《後漢紀》序）。近人梁啟超謂「善鈔書者可以成創作」（《中國歷史研究法》第二章）。本書成後，推動了往後編年體史著述的發展。張璠、袁宏等人都相繼撰寫出了編年體斷代史。唐代史論家劉知幾把《漢紀》編年體裁擺到與《漢書》紀傳體裁同等地位，並說「班荀二體，角力爭先。欲廢其一，固以難矣」（《史通》二體）。

## 特點
《漢紀》的所用的史料，絕大多數來自《漢書》，但也稍有增補刪改，自有剪裁，非一味抄襲，可補正《漢書》之誤處。史事記載方面，如諫大夫王仁、侍中王閎的諫疏，為《漢書》所沒有的；內容訂正補充方面，《漢書·高帝紀》十年「夏五月，太上皇后崩。秋七月癸亥，太上皇崩，葬萬年」，《漢紀》則作「夏五月，太上皇崩。秋七月癸亥，太上皇葬萬年」，兩者比較查考，顯然《漢書》有誤；關於壺關三老茂，《漢書》無姓，《漢紀》則云姓令狐；朱雲請尚方劍，《漢書》作「斬馬劍」，《漢紀》乃作「斷馬劍」，據唐代張謂詩「願得上方斷馬劍，斬取朱門公子頭」，証明《漢書》有誤字。
《漢紀》雖然史料價值不高，但《漢書》精華大體被吸收，且以年繫事條理清晰，頭尾連貫，重點突出，不失為一部前漢簡明大事記，可作研究前漢史的入門書來讀。此外，荀悅立意「勸善懲惡」，除有意通過後漢中興前一代的歷史的評述，探究其成敗得失之機，供漢獻帝及其後繼者們能「有監乎此」，獲得「撥亂反正」，振興漢室的啟示外，並在《漢紀》中撰寫大量論贊，約佔全書二十分之一篇幅，其中不乏佳作。

## 版本
今日《漢紀》所能見到最早的版本，是明代黃姬水所刊的南宋王銍輯本。點校本方面，有北京中華書局將之與《後漢紀》合輯標點的《兩漢紀》。